# Bűdfalva
Bűdfalva (korábban Büdincz, szlovénül: Budinci, vendül Büdinci) falu  a Muravidéken, Szlovéniában. Közigazgatásilag Salhoz tartozik.

## Fekvése
Muraszombattól 33 kilométerre északra, Vendvidéki-dombság (Goričko) területén, közvetlenül a szlovén–magyar határ mentén fekszik. A falu a legészakibb szlovéniai település. Határos Sal (Šalovci), Marokrét (Markovci), Dolány (Dolenci) és a magyarországi Apátistvánfalva (Števanovci) falvakkal. Lakói vend nyelvet beszélő szlovének. Magyarországról a 74 189-es út vezet a település felé, amely út Orfalu belterületén ágazik ki a 7456-os útból.

## Története
1387 "Budynch" néven említik először. A dobrai vár uradalmához tartozott. 1387-ben Zsigmond király Dobra várát Széchy Miklós  nádornak adta, ebben az oklevélben szerepel először az uradalomhoz tartozó falvak felsorolásában. Később is a Széchyek birtoka maradt, akik felsőlendvai uradalmukhoz csatolták. A Széchy család fiágának kihalása után 1685-ban Felsőlendva új birtokosa Nádasdy Ferenc, Széchy Katalin férje lett. Ezután az uradalommal együtt egészen a 19. század második feléig a Nádasdyaké.
A falu egy része 1592-ben a büdinczi Lanschak család birtokába került, ezen nemesi család az innen kb. 30 km-re található Seregháza ura is volt egyben. Bűdfalva az 1767-os úrbéri térképen "Büdonci" néven szerepel. Egyházilag 1758 óta Dolány filiája. Eredetileg "Büdincz" volt a község neve, de ezt, mint ahogy a kiegyezés utáni névmagyarosításokkor lenni szokott, módosították Bűdfalvára 1889-ben.
Vályi András szerint " BÜDINTZ. Elegyes falu Vas Vármegyében, földes Ura Gróf Nádasdy Uraság, lakosai katolikusok, fekszik Szent Gothárdtól egy mértföldnyire. Határja valamennyire soványas, ’s jó mivelést, és trágyázást kíván, szőlőjök, fájok tűzre elég van, ’s más javaik is meglehetősek, második Osztálybéli."
Fényes Elek szerint " Bűdincz, vindus falu, Vas vármegyében, 195 kath., 36 ágostai lak. Kopár köves határ. F. u. gr. Nádasdy. " 
Vas vármegye monográfiája szerint "Büdincz vend falu 66 házzal. Lakosainak száma 336, akik r. kath. és ág. ev. vallásúak. Postája Nagy-Dolincz, távirója Szt.-Gotthárd. Lakosai a lenfonást és kosárkötést is űzik. Földesurai a Nádasdy grófok voltak."
1910-ben  308, túlnyomórészt szlovén lakosa volt. A 19. században még a Tótsági járás része volt, majd a trianoni békeszerződésig Vas vármegye Szentgotthárdi járásához tartozott. 1919-ben rövid ideig a Vendvidéki Köztársaság része volt, itt volt a de facto köztársaság által birtoklott terület legészakibb pontja. Ezután a Szerb–Horvát–Szlovén Királysághoz csatolták, mely 1929-ben a Jugoszlávia nevet vette fel. 1941-ben újra visszakerült Magyarországhoz, majd 1945 után véglegesen Jugoszlávia része lett. 1991-ben, Szlovénia függetlenségének kikiáltása óta Szlovénia része. 2002-ben a településnek 139 lakója volt.

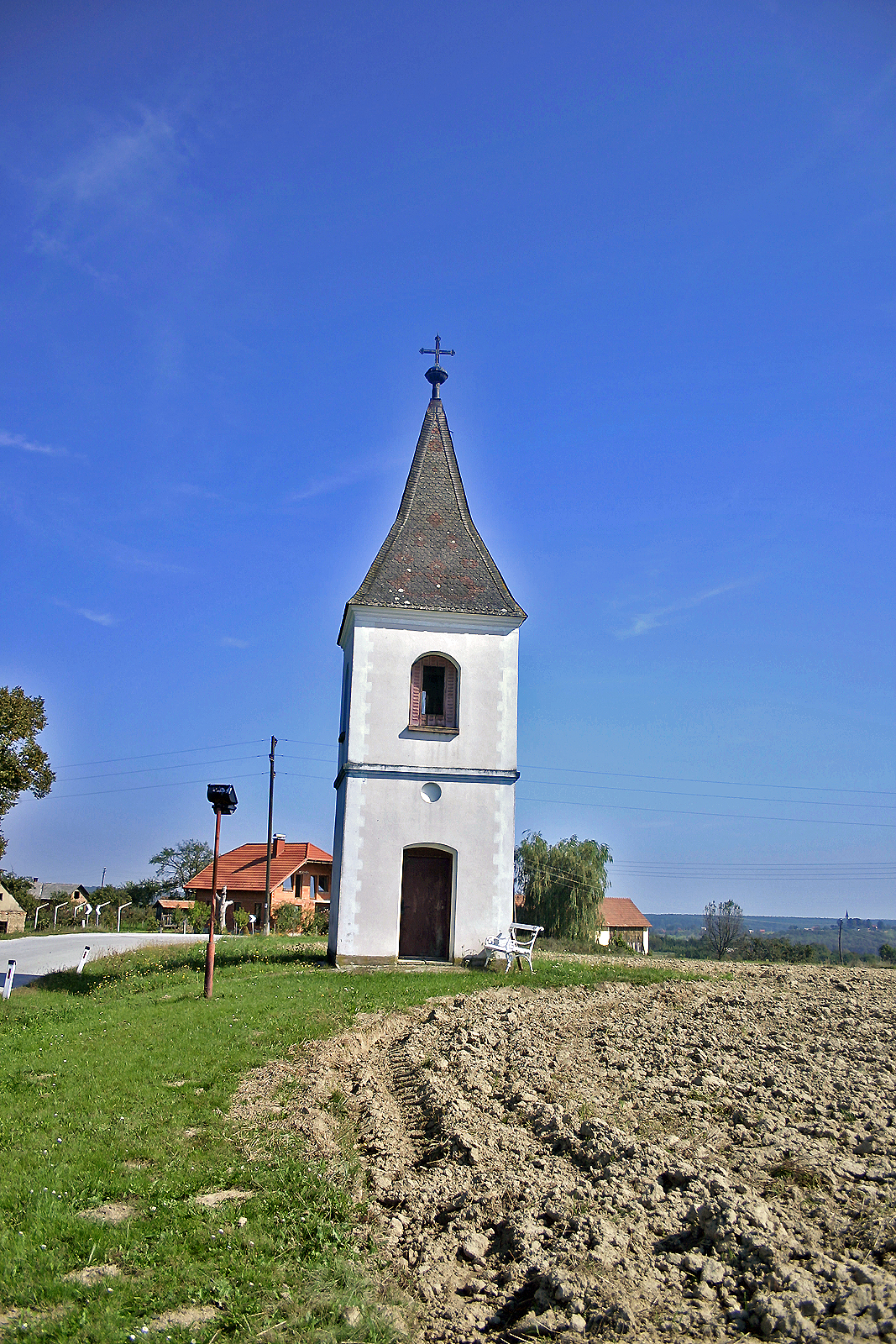
A bűdfalvi harangláb

## Nevezetességei
Haranglába a 20. század első felében épült.